# Toplița
Toplița é uma cidade da Romênia com 16.839 habitantes, localizada no distrito de Harghita.

## Património
- Castelo Urmánczy